# Michael Pacher
Michael Pacher, južnotirolski slikar, * 1435, † 1498.
Pacher je eden največjih mojstrov pozne gotike ali zgodnje renesanse.
Njegovo delo je oltar v c. sv. Volbenka, Sankt Wolfgang, iz leta 1471-1481.
1. 1 2  data.bnf.fr: platforma za odprte podatke — 2011.